# Campeonato Mundial de Snowboard de 2003
O Campeonato Mundial de Snowboard de 2003 foi a quinta edição do Campeonato Mundial de Snowboard, organizado pela Federação Internacional de Esqui (FIS). A competição foi disputada entre os dias 12 de janeiro e 19 de janeiro, em Kreischberg na Áustria.

## Medalhistas

### Masculino
| Evento                  | Ouro                        | Prata                         | Bronze                         |
| Big air                 | Risto Mattila · Finlândia   | Simon Ax · Suécia             | Antti Autti · Finlândia        |
| Halfpipe                | Markus Keller · Suíça       | Stefan Karlsson · Suécia      | Steven Fisher · Estados Unidos |
| Snowboard cross         | Xavier de Le Rue · França   | Seth Wescott · Estados Unidos | Drew Neilson · Canadá          |
| Slalom gigante paralelo | Dejan Košir · Eslovênia     | Simon Schoch · Suíça          | Nicolas Huet · França          |
| Slalom paralelo         | Siegfried Grabner · Áustria | Mathieu Bozzetto · França     | Simon Schoch · Suíça           |

### Feminino
| Evento                  | Ouro                    | Prata                       | Bronze                    |
| Halfpipe                | Doriane Vidal · França  | Nicola Pederzolli · Áustria | Fabienne Reuteler · Suíça |
| Snowboard cross         | Karine Ruby · França    | Ursula Fingerlos · Áustria  | Victoria Wicky · França   |
| Slalom gigante paralelo | Ursula Bruhin · Suíça   | Julie Pomagalski · França   | Heide Renoth · Alemanha   |
| Slalom paralelo         | Isabelle Blanc · França | Karine Ruby · França        | Sara Fischer · Suécia     |

## Quadro de medalhas
| Ordem | País           | Medalha de ouro | Medalha de prata | Medalha de bronze | Total |
| ----- | -------------- | --------------- | ---------------- | ----------------- | ----- |
| 1     | França         | 4               | 3                | 2                 | 9     |
| 2     | Suíça          | 2               | 1                | 2                 | 5     |
| 3     | Áustria        | 1               | 2                | 0                 | 3     |
| 4     | Finlândia      | 1               | 0                | 1                 | 2     |
| 5     | Eslovênia      | 1               | 0                | 0                 | 1     |
| 6     | Suécia         | 0               | 2                | 1                 | 3     |
| 7     | Estados Unidos | 0               | 1                | 1                 | 2     |
| 8     | Alemanha       | 0               | 0                | 1                 | 1     |
| 8     | Canadá         | 0               | 0                | 1                 | 1     |
|       | TOTAL          | 9               | 9                | 9                 | 27    |